# إيليانو
إيليانو هي بلدية (كوميون) في مقاطعة كونيو في منطقة بيدمونت الإيطالية، على بعد نحو 70 كيلومتر (43 ميل) جنوب شرق تورينو ونحو 40 كيلومتر (25 ميل) شرق كونيو، وتبلغ مساحتها 3.4 كيلومتر مربع (1.3 ميل2). اعتبارًا من 31 ديسمبر 2004 كان عدد سكانها 80.
تقع إيليانو على حدود بلديات كاستيللينو تانارو، مارساليا، موراتسانو، رواشيو، توريسينا.